# Varetta Dillard
Varetta Dillard (3. února 1933 New York – 4. října 1993 New York) byla americká bluesová zpěvačka aktivní od roku 1951 do 60. let. Proslavila ji píseň „Mercy, Mr. Percy“.

## Život
Narodila se v newyorském Harlemu. Většinu svého dětství strávila kvůli vrozené poruše kostí v nemocnici. Její stav se zlepšil až v pubertě, ale stále nemohla chodit bez berlí či cizí pomoci. V té době se setkala s Carlem Feasterem z hudební skupiny The Chords, který jí dodal odvahu přihlásit se na hudební soutěže. V roce 1951 již vyhrála dvě soutěže. Přestože její první singly moc nevydělávaly, pozval ji diskžokej Alan Freed, aby vystupovala na prvním významném rock'n'rollovém koncertě v Ohiu. Koncert byl ale po výstupu Paula Williamse úřady přerušen a Dillardová nevystoupila. Ale v červenci 1952 začala být po vydání nahrávky „Easy, Easy Baby“ velmi populární, zejména na jihu USA. Poté začala zpívat ve skupině The Five Keys společně s Oranem Pagem. Později ji nahrávací společnost Savoy dala dohromady se zpěvákem H-Bomb Fergusonem, se kterým společně nazpívaly několik duetů. V roce 1953 nazpívala svůj největši hit, „Mercy, Mr. Percy“, který se vyšplhal na šesté místo v žebříčku R&B. Ve stejném roce se na chvíli odmlčela, aby se mohla více věnovat svému manželovi Ronaldu Mackovi a narodila se jim dcera.
V roce 1961 se připojila k manželově hudební skupině Tri-Odds, která mimo jiné pomáhala hudbou nemocným dětem. Poté odešla ze šoubyznysu a odmlčela se.
Zemřela v Brooklynu v roce 1993 na rakovinu.

## Diskografie
- Here in My Heart / I'm Yours
- Please Tell Me Why / Hurry Up
- Easy, Easy Baby / Letter in the Blues
- Them There Eyes / You Are Gone
- Mercy, Mr. Percy / No Kinda Good
- I Ain't Gonna' Tell / My Mind is Working
- You're The Answer To My Prayer / Promise Mr. Thomas
- Johnny Has Gone / So Many Ways
- Darling, Listen to the Words of This Song / Mama Don't Want
- I Miss You Jimmy / If You Want To Be My Baby
- One More Time / I Can't Help Myself
- Cherry Blossom / I'm Gonna Tell My Daddy
- Got You on My Mind / Skinny Jimmy
- Star Of Fortune / The Rules Of Love
- Good Gravy Baby / Scorched